# مطبخ بنغلادشي
المطبخ البنغلاديشي هو المطبخ الوطني في بنغلاديش. تم تشكيل المطبخ البنغلاديشي من قبل تاريخ متنوع وجغرافية خط النهر لبنغلاديش.تتمتع البلاد بمناخ مداري موسمي.

## خلفية
الأرز والسمك هو الغذاء الرئيسي للشعب البنغلاديشي. وإلى جانب الأسماك، تتكون الوجبة اليومية من الأرز العادي الذي يتم تقديمه مع مجموعة واسعة من أطباق الكاري والخضار الورقية والعدس والخضروات المهروسة والمطبوخة بشكل كبير كأطباق جانبية. تُظهر الأطباق البنغلاديشية نكهات عطرية قوية وغالباً ما تشمل البيض والبطاطا والطماطم والباذنجان.وتستخدم مجموعة من التوابل والأعشاب ، مع زيت الخردل والسمن في الطبخ البنغلاديشي. يتم استخدام مدقة هاون مسطحة ومدرجة تسمى «شيل باتا» لطحن البهارات. وعلى الرغم من وجود المأكولات الإقليمية في العديد من مناطق البلاد، إلا أن استخدام المواد التالية واستهلاكها أمر شائع في جميع أنحاء البلد ويميز الطعام البنغلاديشي: كعك الأرز أو "pitha"، زيت الخردل، السمك،صلصة الخردل،الزنجبيل، الفلفل الحار، الأسماك الصغيرة،الروبيان ، الكركند، الأسماك المجففة بالشمس، بيض الأسماك، سيقان وجذور القلقاس، والمستخضرات المهروسة من الخضروات والأسماك المجففة، والسبانخ الأحمر، الأوراق والسيقان من معظم الخضروات مثل القرع والفجل، وموز الجنة، والحلويات التي أساسها الحليب، المخللات، الصلصات، التمر الهندي، جوز الهند واستخدام أوراق الموز للطهي وتقديم الطعام.
الناس في بنغلاديش يفضلون ويستخدمون الأرز قصير الحبة.
السمك هو الغذاء الرئيسي في المطبخ البنغلاديشي، وخاصة أسماك المياة العذبة، التي هي سمة مميزة لفن الطهي في البلاد. أطباق السمك الرئيسية تشمل إيليش،رهيطة،بنغاس،زبيديات أولى،قرموط الكلاريس،برمون وغيرها. رؤوس الأسماك هي دائما خاصة وتقديم رأس السمك هي لفتة من معاملة خاصة وكرم الضيافة. يشمل استهلاك اللحوم لحوم الأبقار والماعز والضأن ولحم الغزال والدجاج والبط والزغلول وأحياناً الطيور البرية.
اللحوم المجففة شائعة، تماما كما هو الحال في أي جزء من جنوب شرق آسيا أو شمال شرق آسيا.
يتم تقديم أطباق الخضار، إما مهروسة بزيت الخردل والفلفل الحار المجفف والطازج، المسلوق، المقلي، أو المستخلص من الورق على نطاق واسع. تُستهلك مجموعة كبيرة من النباتات كخضروات ويتم تناول ساق وأوراق النباتات الكاملة في المطبخ البنغالي. كما تنتشر المأكولات البحرية مثل سرطان البحر والروبيان. ويتم تقديم البولو خلال الأعياد والمهرجانات. أيضاً منتجات الألبان جزء لا يتجزأ من الطعام البنغالي. البلاد هي موطن لمجموعة كبيرة من الحلويات البنغالية بدءاً من كعك الأرز المقلية أو المطبوخة على البخار إلى الحلاوة واللبن والحلويات المصنوعة من تشينا. ومن المحتمل أن تكون "pitha" أكثر المواد الغذائية التقليدية في بنغلاديش، ويتم إعداد مئات الاختلافات في مناطق مختلفة وخاصة في المناطق الريفية، وغالباً ما تكون بإضافة سكر النخيل وجوز الهند.
يُستهلك الشاي على نطاق واسع كمشروب وطني ويقدم للضيوف كبادرة ترحيب.
في حين أن التأثير للمغلاي والفارسي والعربي والتركي يُرى في دكا وخاصة في دكا القديمة إلا أن الطعام في بقية البلاد أكثر تقليدية ويختلف أثناء السفر عبر المناطق.
تُشبه الوجبة البنغلاديشية التقليدية الطعام من جنوب آسيا، وميانمار، ونيبال، والولايات الشمالية الشرقية للهند.
من التقاليد الاحتفال بالعام الجديد أن تبدأ اليوم من خلال تناول "panta bhat" (الأرز المنقوع المطبوخ)، الأرز المقطّع أو الأرز المطبوخ مع الأسماك المقلية، ومجموعة من البورتاس وكعك الأرز. أنواع مختلفة من كعك الأرز ليوم رأس السنة أمر لا بد منه. كما يتم تناول الحلويات البنغالية واللوشي والبيش في هذا اليوم.

## التاريخ
تشمل الأنظمة البنغالية القديمة الأرز والسمك والعسل ومنتجات الألبان والخضروات.
كانت المنطقة عبارة عن معقل إداري وتجاري في جنوب آسيا خلال الممالك الهندوسية والبوذية في وقت مبكر والمسلمين في وقت لاحق.
تطور المطبخ المغولي في البنغال بعد إنشاء مقاطعة المغول في 1576، كجزء من الأمبراطورية المغولية.كما لعبت مدينة دكا دورا هاما في التأثير على الطعام البنغالي.
حكمت الإمبراطورية البريطانية المنطقة لما يقرب من 200 سنة بين القرنين الثامن عشر والعشرين، حيث شكلت النهضة البنغالية ظهور المطبخ البنغالي الحديث.
أسفر تقسيم البنغال في عام 1947 إلى فصل البنغال الغربية عن الشرق ذي الأغلبية المسلمة، مما تسبب في العديد من التحولات في التركيبة السكانية وطرق الطبخ.
يضم المطبخ البنغلاديشي عددًا كبيرًا من التأثيرات العالمية، وإرثًا من الروابط التجارية التاريخية في المنطقة مع العالم العربي وبلاد فارس والبرتغال والمملكة المتحدة وبورما.

## حلال
الطعام الحلال هو الذي يسمح للمسلمين بتناوله وشربه. الأطعمة التي يتم تناولها هي في الغالب أنواع اللحوم المسموح بها في الإسلام.

## المأكولات الإقليمية
في المطبخ البنغلاديشي، بعض الأطعمة لها شعبية في جميع أنحاء البلاد، في حين أن البعض الآخر مخصص بمنطقة معينة.

### المنطقة الشرقية
الجزء الشرقي من بنغلاديش له تأثيرات قوية من دول شمال شرق الهند، مثل آسام ومانيبور وتريبورا.السمة الرئيسية لهذا الطعام هو أنه يحتوي على الكثير من استخدام الموز، فاكهة البابايا، المانجو، العدس والخضروات المشوية أو المدخنة.المواد الغذائية الأساسية من شعب سيلهتي هي أساسا الأرز والأسماك.اختيارهم وطريقة الطهي يختلفون بشكل واضح عن غيرهم.تشمل الأطعمة التقليدية الأطباق الحامضة مثل التينغا (توك)المطبوخة بالخضروات.يتم استهلاك الأرز الدبق كذلك.يشتهر شعب سيلهتي بإعداد مجموعة كبيرة من كعك الأرز الجميل والأطباق الحلوة.أيضا، العديد من أنواع أطباق اللحوم، بما في ذلك الدجاج والماعز ولحم البقر.

### المنطقة الوسطى
العاصمة دكا ومنطقة إقليمها تشكل المنطقة الوسطى، حيث أسماك المياه العذبة أكثر شعبية.
بسبب فترات الحكم المختلفة، فإن مأكولات هذه المنطقة متعددة.

### المنطقة الشمالية
راجشاهي والمناطق الشمالية: يعتبر مانجو راجشاهي الأفضل في البلاد.الأطباق الحلوة هي أيضا شعبية.
تشتهر الأجزاء الشمالية من البلاد أيضاً بزراعة الأناناس، الجوافة، البطيخ، التفاح الأخضر، التفاح الخشبي، العناب، الكمثري، الليتشي وغيرها.

### المنطقة الجنوبية
تشمل المناطق الغربية بشكل رئيسي مناطق خولنا وجيسور وتقع بالقرب من ولاية البنغال الغربية بالهند (المنطقة التي تضم ثاني أكبر تجمع للبنغاليين في العالم).تُعرف أطباق هذه المناطق بالوصفات البنغالية الأصيلة.
حليب جوز الهند يحظى بشعبية كبيرة في هذه المنطقة.كما انهم يحبون نكهة لاذعة من التوابل على مدار السنة. تتوفر مجموعة واسعة من أسماك المياه الحلوة في هذه المنطقة، والتي هي مشهورة للغاية في جميع أنحاء البلاد.